# Holotrichia anthracina
Holotrichia anthracina är en skalbaggsart som beskrevs av Brenske 1892. Holotrichia anthracina ingår i släktet Holotrichia och familjen Melolonthidae. Inga underarter finns listade i Catalogue of Life.